# Alchornea discolor
Alchornea discolor är en törelväxtart som beskrevs av Eduard Friedrich Poeppig. Alchornea discolor ingår i släktet Alchornea och familjen törelväxter. Inga underarter finns listade i Catalogue of Life.